# Cathedral Quarter (Derby)

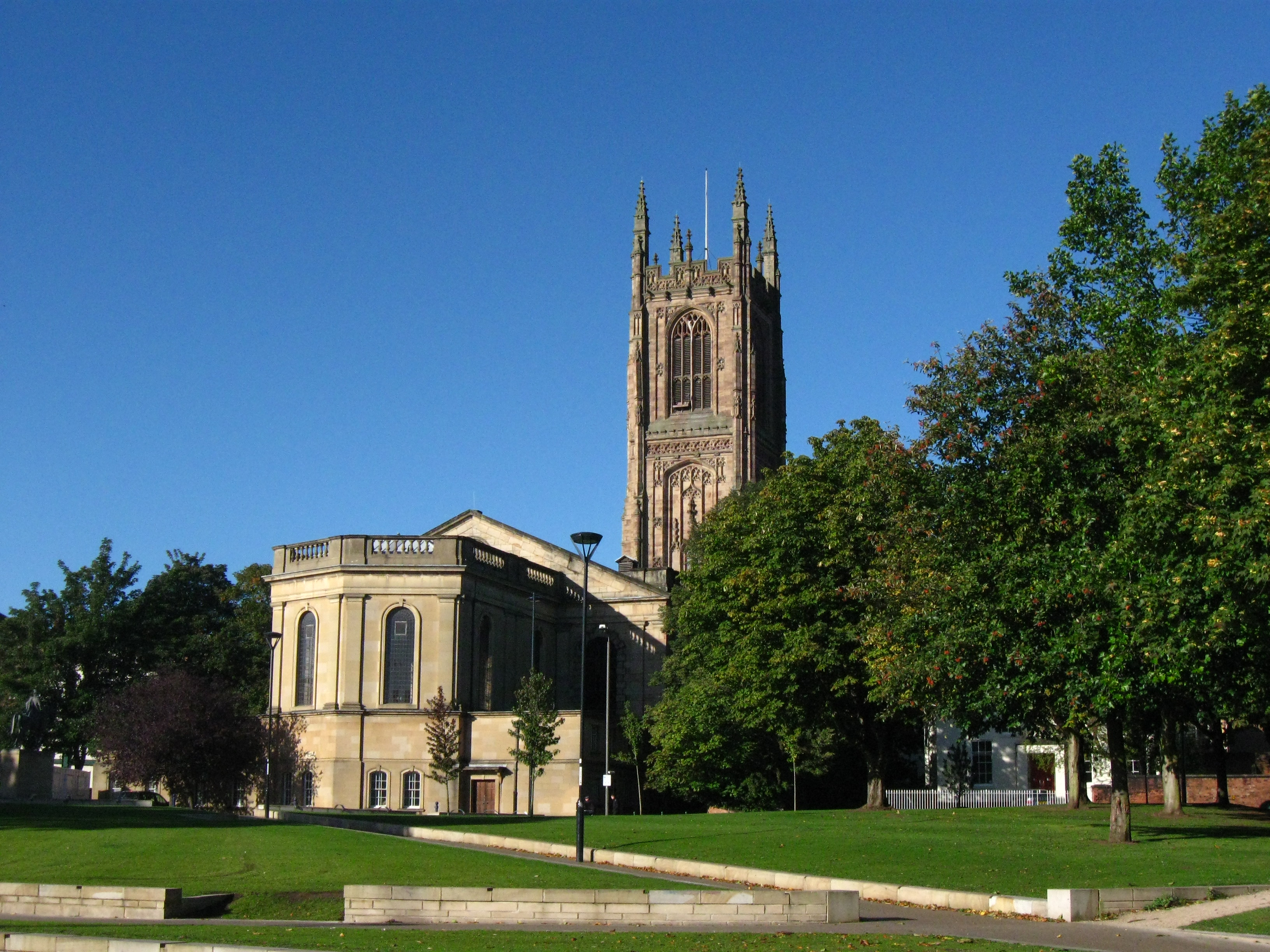
Derbská katedrála

Cathedral Quarter (česky: Katedrální čtvrť) je jedna z pěti oblastí v centru anglického města Derby, nesoucí své jméno podle Derbské katedrály Všech svatých. Je ohraničena silnicí St. Alkmund's Way na severu, ulicí Ford Street na západě, řekou Derwent na východě a ulicemi Albert Street a Victoria Street na jihu. Čtvrť je obchodním, nákupním i kulturním centrem, ve kterém se nachází mnoho turistických atrakcí. Mezi ně patří třeba Muzeum a umělecká galerie města Derby, Derbská centrální knihovna, Derbské průmyslové muzeum, umělecké centrum Derby QUAD, cechovní dům, turistické informační centrum a samozřejmě Derbská katedrála. Budova průmyslového muzea je začátkem řady továren údolí Derwentu, které dokazují významnou roli města při průmyslové revoluci a dnes patří mezi světové dědictví UNESCO. V Katedrální čtvrti se koná i mnoho venkovních akcí.